# 石人子沟街道
石人子沟街道，是中华人民共和国新疆维吾尔自治区乌鲁木齐市水磨沟区下辖的一个街道办事处。
2013年，乌鲁木齐市人民政府批复同意设立石人子沟街道办事处。

## 行政区划
石人子沟街道下辖以下地区：
葛家沟西社区、蝴蝶谷社区、石人子沟村、葛家沟村和涝坝沟村。